# Esquillin

Harta schematică a celor șapte coline ale Romei

Colina Esquillin este cea mai amplă dintre toate cele Șapte Coline din Roma. 

## Descriere
În antichitatea timpurie, zona era folosită ca cimitir pentru săracii orașului. Reputația sa proastă printre localnicii din Roma provenea și din faptul că răufăcătorii uciși pe Colina Esquillin erau lăsați neîngropați, corpurile acestora fiind lăsate pradă păsărilor și animalelor necrofage. În plus, deșeurile reziduale colectate din zonele învecinate erau deversate tot aici.
Soarta colinei, cu toate cele trei înălțimi ale sale (uneori numite dealuri, deși, de fapt, reprezintă doar vîrfuri, anume, Cispianul, Oppianul și Fagutalul) s-a schimbat dramatic în primul secol e.n., când renumitul Mecena a găsit că zona este potrivită pentru amenajarea grădinilor sale (Horti Marcenatis). Este foarte probabil ca o altă legendară grădină din Roma, anume, așa-zisele Horti Liciani, să fi fost amenajate tot aici. Singurele vestigii ale acestor grădini sunt reprezentate de un templu al nimfelor (despre care s-a crezut vreme îndelungată că era Templul Minervei Medica).
Esquillin este și situl unde o replică a Discobolului lui Miron a fost descoperită în a doua jumătate a secolului al XVIII-lea. Adăugând faptul că Nero a dispus construirea somptuoasei și extravagantei Domus Aurea aici, precum și faptul că Traian a ordonat construirea băilor sale în zonă, devine evident că turiștii care își fac vacanța la Roma au toate motivele pentru a vizita Colina Esquillin.
Colina Esquillin include trei pinteni proeminenți, care uneori sunt denumiti și „dealuri”:
- Cispian (Cispius) – pintenul nordic
- Oppian (Oppius) – pintenul suddic
- Fagutal (Fagutalis) – pintenul vestic

Ridicat deasupra văii în care a fost construit mai târziu Colosseum, Esquillin a fost un cartier rezidențial la modă.

## Legenda zăpezii de pe Esquillin
În secolul al IV-lea un patrician roman nobil și bogat, pe nume Ioannes, împreună cu nobila sa soție, neavând copii, au decis să doneze bunurile lor Sf.Maria pentru construirea unei biserici dedicate ei, dacă vor avea un copil. Sf.Maria le-ar fi apreciat dorința și le-ar fi apărut în vis soților în noaptea dintre 4 și 5 august, indicând că o minune se va petrece în 5 august pe locul unde ar putea fi construită biserica. În dimineața următoare, Ioannes și soția s-ar fi dus la Papa Liberiu să-i relateze visul pe care l-ar fi avut amândoi. Deoarece papa ar fi avut și el același vis, s-au dus la locul indicat, colina Esquillin din Roma, care ar fi fost găsită acoperită de zăpadă, deși era mijlocul verii. Papa a trasat perimetrul noii biserici („Bazilica Santa Maria Maggiore“ – „Bazilica Sfânta Maria Mare“), urmând suprafața terenului acoperit de zăpadă și a construit clădirea sacră în numele celor doi soți.
Această legendă nu este confirmată de niciun document